# 慈湖 (金門縣)

位於金寧鄉的慈湖

慈湖是座位於金門島西北角的人工湖，行政區屬中華民國福建省金門縣金寧鄉。慈湖原為雙鯉湖的出海口，民國58年（1969年）由金門防衛司令部司令官馬安瀾倡建，翌年完工，為一圍海築堤而成之鹹水湖。堤長550公尺，與海相通，靠近古寧頭，不僅可防敵人軍事登陸，亦闢有養殖池120公頃。因魚蝦豐富，假日常有遊客到湖濱垂釣摸蝦，是結合國防與民生的重要水利工程。

## 生態

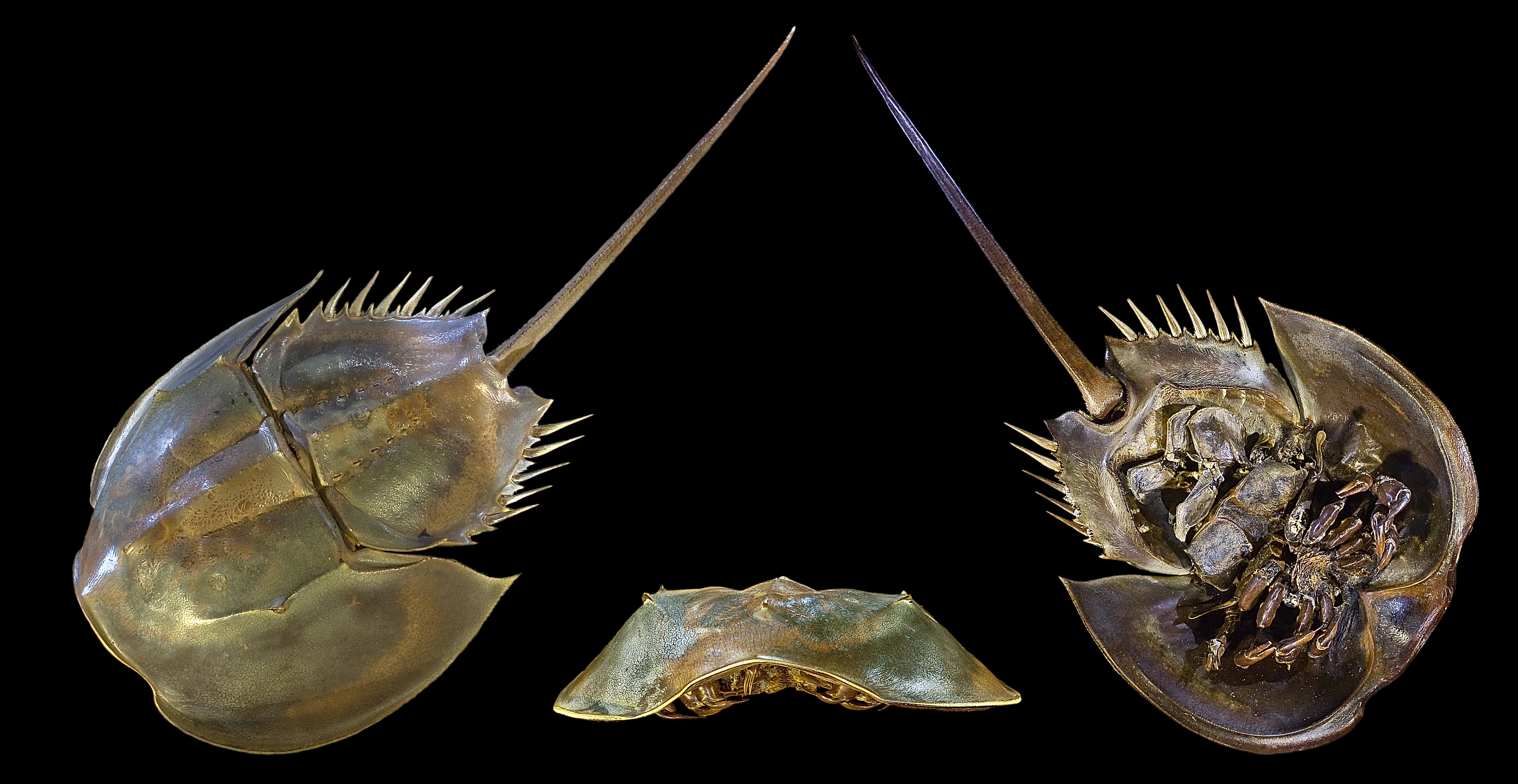
鱟

附近林區鳥種豐富，周圍的低溼地水鳥群集，是觀賞鳥類生態最好的地方。
同時為慈湖濕地的一部份。
每年冬季候鳥南來北往遷徙而金門即是最主要中繼點，金門慈湖是賞鸕鶿（Cormorants）最重要的地點，在台灣稀見的鸕鶿在這總是成群聚集，目前發現的野鳥近二百種，其中以鷸科最多。
沙灘上常見幽靈沙蟹輕巧身軀在沙灘上奔馳，速度可達每秒3至4公尺。
慈堤外及水頭、后豐港、浯江溪口、古寧頭、嚨口、雞髻頭等處的泥灘地有稚鱟。
稚鱟、歐亞水獺，這2種僅剩慈湖尚有存在，而數量在金門地區也有日漸減少的趨勢。
疑因天氣暖化，2008年6月曾出現大批毒水母入侵繁殖，金門國家公園管理處接獲通報，緊急派員清除。

## 外部連結
- 慈湖  金門觀光旅遊網 （页面存档备份，存于）

24°27′41.3″N 118°18′13.1″E / 24.461472°N 118.303639°E